# Помазунов, Александр Иванович
Александр Иванович Помазунов (1915—1991) — советский военный штурман. Участник боёв на Халхин-Голе и Великой Отечественной войны. Герой Советского Союза (1945). Гвардии майор.

## Биография
Александр Иванович Помазунов родился 25 августа (12 августа — по старому стилю) 1915 года в селе Верхний Салтов Волчанского уезда Харьковской губернии Российской империи (ныне село Волчанского района Харьковской области Украины) в бедной крестьянской семье Ивана Максимовича и Аксени Савельевны Помазуновых. Украинец. В 1916 году семья Помазуновых переехала в Донбасс, в город Брянка, где родители Александра Ивановича устроились на работу на шахту Краснополье. В 1919 году красный партизан Иван Максимович Помазунов погиб в бою с белогвардейцами под городом Луганском. В 1920 году мать увезла малолетнего Сашу в село Революционное Волчанского уезда. Там она снова вышла замуж, оставив сына на воспитание своему брату Тарасу Савельевичу Перепелице. В 1931 году Александр Иванович окончил семь классов неполной средней школы в селе Рубежное и уехал в Брянку, где поступил в горно-промышленное училище. Но профессия шахтёра пришлась ему не по душе. После окончания техникума в 1934 году он поступил в Харьковский государственный педагогический институт. После трёх лет обучения А. И. Помазунов в мае 1936 года вернулся в село Верхний Салтов и до призыва на военную службу работал инструктором физкультуры местного районного совета физкультуры.
В ряды Рабоче-крестьянской Красной Армии А. И. Помазунов был призван по спецнабору в октябре 1936 года и направлен в Ейское военно-морское авиационное училище имени Сталина. После его окончания в декабре 1937 года Александра Ивановича распределили в Витебскую легкобомбардировочную авиационную бригаду Белорусского особого военного округа лётчиком-наблюдателем . В апреле 1938 года младшего лейтенанта А. И. Помазунова направили на курсы в 3-ю военную школу летчиков и летчиков-наблюдателей, по окончании которых в сентябре 1938 года он получил назначение на должность помощника штурмана авиационной эскадрильи 60-го скоростного бомбардировочного полка Харьковского военного округа, который базировался на аэродроме Лебедин. В мае 1939 года Александр Иванович в качестве помощника штурмана отдельной эскадрильи из состава 60-го бомбардировочного полка был направлен в специальную правительственную командировку в Монгольскую Народную Республику, где принимал участие в боях на реке Халхин-Гол. Воевал на бомбардировщике Р-Z. Был награждён орденом Красного Знамени. После заключения перемирия между СССР и Японией А. И. Помазунов вернулся в свою часть и был назначен на должность штурмана авиационной эскадрильи. В 1940 году он окончил полтавские курсы усовершенствования штурманов. Весной 1941 года 60-й скоростной бомбардировочный полк вошёл в состав 49-й бомбардировочной авиационной дивизии ВВС Харьковского военного округа. Перед войной большинство лётчиков полка, в том числе и лейтенант А. И. Помазунов, успели пройти подготовку на бомбардировщиках Пе-2.

### Великая Отечественная война
Великая Отечественная война застала Александра Ивановича в Лебедине. Лишь 7 июля 1941 года полк, в котором служил лейтенант А. И. Помазунов, передислоцировался в Могилёвскую область Белорусской ССР на аэродром Климовичи и 10 июля включился в боевую работу в составе 11-й смешанной авиационной дивизии ВВС 3-й армии Западного фронта. В задачу полка входило нанесение бомбовых ударов по колоннам наступающих немецких войск и разрушение переправ. 13 июля 1941 года группа из 4-х Пе-2, ведущим штурманом которой был лейтенант Помазунов, вылетела на уничтожение переправы через Днепр в районе города Шклова. При подлёте к цели группа была встречена плотным заградительным огнём. Александр Иванович был ранен осколками снаряда в руку и ногу, но сумел вывести бомбардировщики на цель. Прямым попаданием переправа была разрушена, что задержало продвижение немцев на несколько часов. При возвращении на свой аэродром группа Пе-2 была атакована вражескими истребителями. Севший за пулемёт Помазунов сбил один Ме-109, но и его самолёт был подожжён, а пилот смертельно ранен. Приняв управление машиной из рук умирающего товарища, Александр Иванович сумел вывести горящий самолёт из пике и дотянуть до своей территории, где он и его стрелок-радист смогли воспользоваться парашютами. Тяжело раненый и потерявший много крови А. И. Помазунов был доставлен в госпиталь и находился на лечении до сентября 1941 года.
После выздоровления лейтенант А. И. Помазунов получил назначение на должность штурмана авиационной эскадрильи в 603-й ближнебомбардировочный полк 43-й смешанной авиационной дивизии ВВС Западного фронта. Вскоре он был произведён в старшие лейтенанты и назначен штурманом полка. Участвовал в битве за Москву. Совершил более 10 боевых вылетов на бомбардировку скоплений войск противника в районах Балабаново, Малоярославца, Можайска, Вязьмы, Тулы. Полёты советской бомбардировочной авиации в этот период осуществлялись в условиях тотального превосходства немецкой авиации в воздухе и как правило без прикрытия истребителей. Тем не менее, военно-воздушные силы страны несмотря на тяжёлые потери выполняли поставленные перед ней задачи. Так 22 октября 1941 года старший лейтенант А. И. Помазунов был ведущим штурманом группы из 3 — х Пе-2, вылетевшей на бомбардировку немецкой танковой колонны. При подлёте к цели бомбардировщики попали под плотный зенитный огонь и противодействие немецких истребителей. Самолёт Помазунова был подбит прямым попаданием снаряда в консольные топливные баки и загорелся. Тем не менее, экипаж продолжил выполнение боевой задачи. Сбив в воздушном бою вражеский Ме-109, Александр Иванович вывел самолёт на цель и бомбовым ударом уничтожил 5 танков. Горящий Пе-2 лётчики посадили на нейтральной полосе. Всего за период с 21 октября по 14 ноября 1941 года благодаря точному бомбометанию штурмана Помазунова было уничтожено 25 автомашин с пехотой, 7 танков, 2 артиллерийские батареи. Потери противника в живой силе составили до двух рот.
После разгрома немцев под Москвой до декабря 1942 года старший лейтенант А. И. Помазунов участвовал в битве за Ржев. Действуя в непосредственном подчинении командующего ВВС Западного фронта, 603-й ближнебомбардировочный полк выполнял боевые задачи в интересах подразделений Западного фронта в ходе Первой Ржевско-Сычёвской операции. В октябре 1942 года Александр Иванович получил очередное воинское звание капитана авиации и был переведён на должность помощника главного штурмана только что сформированного 2-го бомбардировочного авиационного корпуса. 1 декабря 1942 года корпус был включён в состав 16-й воздушной армии. На Донском фронте в составе корпуса капитан А. И. Помазунов участвовал в Сталинградской битве, а на Северо-Кавказском фронте — в Битве за Кавказ. 7 мая 1943 года Александру Ивановичу было присвоено звание майора и в июне того же года он был назначен на должность помощника главного штурмана по радионавигации 1-го бомбардировочного авиационного корпуса 2-й воздушной армии Воронежского фронта. Корпус принимал участие в Курской битве. В начале августа он был передан в состав 5-й воздушной армии и поддерживал действия подразделений Степного (с 20 октября 1943 года — 2-го Украинского) фронта в ходе Белгородско-Харьковской операции, Битвы за Днепр и Житомирско-Бердичевской операции.
В феврале 1944 года майор А. И. Помазунов был направлен в штаб 1-й гвардейской бомбардировочной авиационной дивизии 2-го гвардейского бомбардировочного авиационного корпуса 5-й воздушной армии 2-го Украинского фронта и назначен старшим штурманом дивизии. В этой должности Александр Иванович воевал до конца войны. До лета 1944 года он принимал участие во всех операциях 2-го Украинского фронта, осуществлённых в рамках Днепровско-Карпатской наступательной операции (Кировоградская, Корсунь-Шевченковская и Уманско-Ботошанская операции). 6 июля 1944 года 2-й гвардейский бомбардировочный авиационный корпус был переброшен на львовское направление и включён в состав 2-й воздушной армии 1-го Украинского фронта. Во время Львовско-Сандомирской операции гвардии майор А. И. Помазунов в качестве ведущего штурмана неоднократно водил группы бомбардировщиков от 18 до 50 самолётов на уничтожение скоплений войск противника и его военной инфраструктуры. Так 15 июля 1944 года группа из 81 бомбардировщика Пе-2, ведущим штурманом которой был гвардии майор Помазунов, несмотря на сильный зенитный огонь и противодействие истребителей нанесла сокрушительный удар по скоплению военной техники противника в населённом пункте Поморжаны, уничтожив 8 танков, 42 автомашины, 3 крупных склада с боеприпасами, 7 ДЗОТов, 3 артиллерийские батареи и разрушив 32 здания. 22 июля 1944 года группа из 34-х Пе-2 атаковала скопление военных эшелонов и войск противника на станции Городок. В результате удара было уничтожено 50 вагонов с живой силой и грузами, 5 танков, 25 автомашин, и 12 строений. Особо отличившимся в ходе налёта экипажам, в том числе и экипажу гвардии полковника Ф. И. Добыша, штурманом которого был гвардии майор А. И. Помазунов, была объявлена благодарность командующего корпусом и вручены памятные фотограмоты. В августе 1944 года Помазунов также участвовал в Ясско-Кишинёвской операции, в ходе которой подразделения 1-й гвардейской бомбардировочной дивизии оказывали содействие войскам 2-го Украинского фронта при освобождении города Яссы.
В последний год Великой Отечественной войны старший штурман 1-й гвардейской бомбардировочной авиационной дивизии 6-го гвардейского авиационного корпуса 2-й воздушной армии 1-го Украинского фронта гвардии майор А. И. Помазунов участвовал в Сандомирско-Силезской, Нижне-Силезской, Верхне-Силезской, Берлинской операциях, штурме Берлина. Боевой путь он закончил в небе Чехословакии в ходе Пражской операции. Александр Иванович неоднократно в качестве ведущего штурмана лично водил крупные соединения бомбардировщиков численностью от 18 до 50 самолётов на самые трудные задания. В любых метеоусловиях он выводил группы точно на цель. Участвовал в освобождении Кракова и Ченстоховы, способствовал форсированию наземными частями Вислы и Одера. За время его пребывания в должности старшего штурмана дивизии с февраля 1944 года и до конца войны полки дивизии совершили 4645 боевых вылетов, в ходе которых было уничтожено и повреждено 58 танков, 620 автомашин, 12 железнодорожных эшелонов, 8 артиллерийских батарей, 520 вагонов с грузами, 42 самолёта на аэродромах. Потери противника в живой силе составили около 3000 солдат и офицеров. Три полка дивизии были удостоены почётных наименований, а сама дивизия стала Краснознамённой и была награждена орденом Богдана Хмельницкого II степени. Сам гвардии майор А. И. Помазунов за годы войны совершил 136 боевых вылетов. В 9 неравных воздушных боях он сбил 3 самолёта противника (2 Ме-109 и 1 Ме-110). Немалая заслуга Александра Ивановича и в обучении штурманских кадров. Только за 1944 год он подготовил к боевой работе 26 молодых лётчиков. Благодаря работе А. И. Помазунова штурманский состав дивизии демонстрировал высокую боевую выучку, большинство штурманов стали снайперами бомбардировочных ударов. Указом Президиума Верховного Совета СССР за образцовое выполнение заданий командования на фронте борьбы с немецкими захватчиками и проявленные при этом доблесть и мужество гвардии майору Помазунову Александру Ивановичу 27 июня 1945 года было присвоено звание Героя Советского Союза с вручением ордена Ленина и медали "Золотая Звезда" (№ 7978).

### После войны
После окончания Великой Отечественной войны А. И. Помазунов продолжал службу в военно-воздушных силах СССР до 1946 года. После увольнения в запас Александр Иванович не расстался с авиацией. Был штурманом-испытателем в авиапромышленности. За испытание новых транспортных самолётов был награждён орденом Трудового Красного Знамени. Затем Александр Иванович работал на Центральном аэродроме имени М. В. Фрунзе дежурным по полётам и диспетчером. После выхода на пенсию переехал в Киев. Умер Александр Иванович 12 мая 1991 года. Похоронен в Киеве на Берковецком кладбище.

## Награды
- Медаль «Золотая Звезда» (27.06.1945);
- орден Ленина (27.06.1945);
- два ордена Красного Знамени (01.12.1939; 12.05.1945);
- два ордена Отечественной войны 1 степени (17.08.1944; 1985);
- орден Трудового Красного Знамени;
- орден Красной Звезды (04.12.1941);
- медали, в том числе:

медаль «За оборону Сталинграда» (декабрь 1942).

## Документы
- Общедоступный электронный банк документов «Подвиг Народа в Великой Отечественной войне 1941—1945 гг.» Дата обращения: 28 сентября 2012. Архивировано из оригинала 13 марта 2012 года.

Представление к званию Героя Советского Союза. Дата обращения: 28 сентября 2012. Архивировано 1 ноября 2012 года.
Указ ПВС СССР о присвоении звания Героя Советского Союза. Дата обращения: 28 сентября 2012. Архивировано 1 ноября 2012 года.
Орден Красного Знамени (наградной лист и приказ о награждении от 12.05.1945). Дата обращения: 28 сентября 2012. Архивировано 1 ноября 2012 года.
Орден Отечественной войны 1-й степени (наградной лист и приказ о награждении от 17.08.1944). Дата обращения: 28 сентября 2012. Архивировано 1 ноября 2012 года.
Орден Красной Звезды (наградной лист и приказ о награждении). Дата обращения: 28 сентября 2012. Архивировано 1 ноября 2012 года.

Служебные документы
Справка на А.И. Помазунова (стр 1)
Справка на А.И. Помазунова (стр. 2)